# Station Lod Ganei Aviv
Station Lod Ganei Aviv (Hebreeuws: תחנת הרכבת לוד גני אביב Taḥanat HaRakevet Lod Ganei Aviv) is een treinstation in de Israëlische plaats Lod.
Het station ligt aan de straat Regavim, in de wijk Ganei Aviv.
Station Lod ligt op het traject HaRishonim - Hod HaSharon.
Het station werd op 10 mei 2008 officieel geopend.
| Eindbestemming           | Vorig station | Lijn                      | Volgend station   | Eindbestemming       |
| ------------------------ | ------------- | ------------------------- | ----------------- | -------------------- |
| Rishon LeZion HaRishonim | Lod           | HaRishonim - Hod HaSharon | Tel Aviv-HaHagana | Hod HaSharon Sokolov |